# Галичани (Львівський район)
Галича́ни — село в Україні, у Львівському районі Львівської області, перша історична згадка у 1473 році. Орган місцевого самоврядування — Городоцька міська рада.

## Історія
У радянські часи до села приєднана колишня німецька колонія Бурґталь (перейменована на хутір Родниківка) — тепер це південно-східна половина села.

## Населення
За даними Всеукраїнського перепису населення 2001 року, у селі мешкало 776 осіб.